# Епиметеј (митологија)
Епиметеј (грч. Ἐπιμηθεύς; лат. Epimetheus) - син титана Јапета и његове жене Темиде.

## Митологија
Епиметеј у преводу значи „онај који накнадно промишља“, а то нам и говори коју је улогу он имао у митовима.
Када је, Епиметејов брат Прометеј донео ватру људима, и научио их разним другим вештинама и уметности, живот се људи од тог тренутка толико променио, да је њихова срећа и задовољство почело изазивати завист код богова.
Да би загорчао живот људи, Зевс је наредио Хефесту да од земље и воде створи предивну девојку којој нико неће моћи одолети, а да је богови обдаре свим оним до чега њима није стало.
Када се девојка родила, назвали су је Пандора, а њена кутија је већ била пуна болести, зависти, зала и мука, боли и туга, а тада Зевс нареди Хермесу да је одведе код Епиметеја.
Узалуд је Прометеј наговарао свог брата Епиметеја да не прими никакве дарове од богова, јер се он, и поред упозорења оженио прелепом Пандором.
Није прошло много времена, а Пандора је испунила заповест бога Зевса и кришом отворила кутију са „даровима богова“, и све невоље, туге и несреће су се разлетеле на све стране света, а на дну кутије је остала само нада.
Са својом женом Пандором, Епиметеј је имао две кћерке које су својим особинама оправдавале и своје порекло:
- Профасис - „Извињење“
- Метамелија - „Жаљење“